# Harm Engbert Blaauw
Harm Engbert Blaauw (Amsterdam, 15 september 1918 - Dokkum, 22 januari 1945) was een Nederlandse verzetsstrijder tijdens de Tweede Wereldoorlog.
Blaauw was opzichter in de stad Groningen, waar hij woonde aan de Hamburgerstraat. Tijdens de oorlog raakte hij betrokken bij het verzet. Hij was lid van de verzetsgroep Packard. Deze groep richtte zich vooral op de behandeling van gewonde geallieerde soldaten en stond daarvoor in verbinding met het Academisch Ziekenhuis. Blaauw verleende onder meer onderdak aan een parachutist die uit het Scholtenhuis was ontsnapt. Toen de groep werd verraden, werd Blaauw opgepakt en zelf overgebracht naar het Scholtenhuis aan de Grote Markt. Hij kwam daarna in de gevangenis aan de Hereweg terecht.
Op 19 januari 1945 werd in het Friese De Valom een Duitse commandant doodgeschoten door het verzet.  Als vergeldingsmaatregel werden op 22 januari 1945 twintig gevangen uit Friesland en Groningen naar de Woudweg in Dokkum gebracht en daar zonder enig vorm van proces doodgeschoten. Blaauw was een van de gevangenen die tijdens deze represaille in Dokkum omkwamen.
Blaauw werd begraven op de Noorderbegraafplaats in de stad Groningen. Zijn grafmonument, een zuil met een afgezaagde boom, werd gemaakt door beeldhouwer Willem Valk. In de zuil onder andere de tekst Gebroken maar niet ontworteld.